# Mika Luttinen
Mika Luttinen er en finsk heavy metal-musiker. han blev født i Oulu i Finland i 1971. I 1990 dannede han black metal-bandet Impaled Nazarene hvori han er sanger og primær tekstforfatter. Udover Impaled Nazarene har han også været i black/death-bandet Obscene Eulogy, med Tapio Wilska og Killjoy, såvel som i punkbandet The Rocking Dildos. Han har også arbejdet med The Crown, Ancient Rites og Rytmihäiriö som gæst. Efter at have boet i Belgien i nogle år vendte han i juli 2000 tilbage til Finland for at bo i Helsinki.